# Ferrières-Saint-Hilaire
Ferrières-Saint-Hilaire è un comune francese di 408 abitanti situato nel dipartimento dell'Eure nella regione della Normandia.
Il suo territorio è bagnato dalle acque del fiume Charentonne.

## Società

### Evoluzione demografica
Abitanti censiti